# Neda, Galicia
Neda 43°30′5,37″B 8°07′28,26″T / 43,5°B 8,11667°T là một đô thị của Ferrolterra phía tây bắc Tây Ban Nha ở tỉnh A Coruña trong cộng đồng tự trị của Galicia. Dân cư Ferrolterra tập trung lớn thứ 3 Galicia, có dân số trên 211.000 (2005).

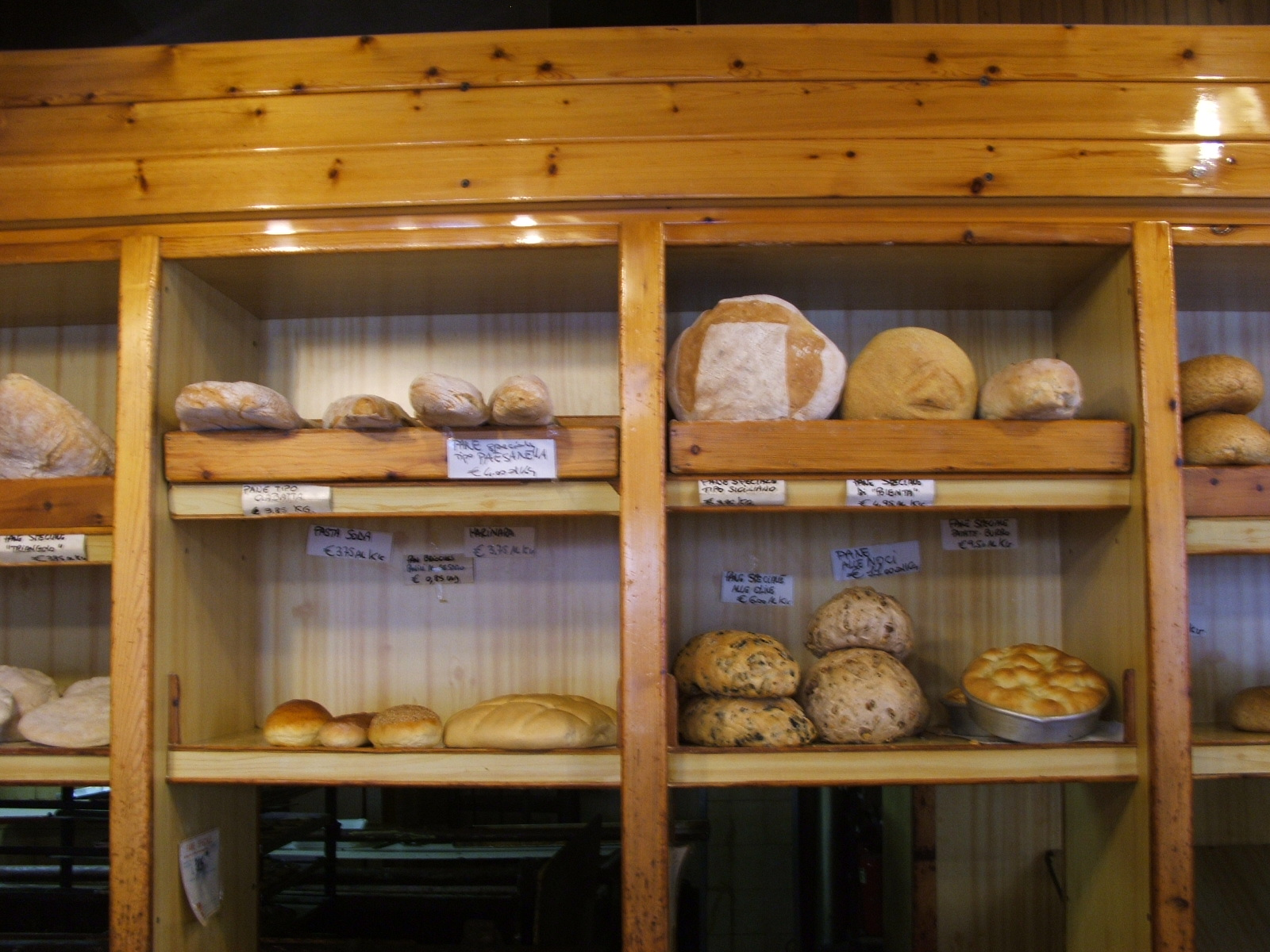
Neda is well known for its high quality Bread